# Walter Rits
Walter Paul Jozef Rits (Berchem, 24 september 1949 - Antwerpen, 25 december 2002) was een Vlaams acteur en televisieregisseur.
Rits overleed op kerstdag 2002 aan de gevolgen van een hersenbloeding.

## Acteercarrière
- Wij, Heren van Zichem (1969) - Seppe Landuyt
- De knecht van twee meesters (1970) - Dokter Lombardi
- Midzomernachtsdroom (1970) - Spoel
- Een Geschiedenis uit Irkoetsk (1970) - Laptsjenko
- Driekoningenavond (1972) - Priester
- De Man van 59 (1975) - Van Doren
- De Grenadier van zijne majesteit (1976) - Charles Falquet
- Er was eens in december (1978)
- Everard 't Serclaes (1979) - Albrecht Clutinck
- De Zuiverste Nacht (1979)
- De IJzervreters (1980) - Louis van der Nikkel
- Mijn vriend de moordenaar (1980)
- De Man die niet van gedichten hield (1981) - Nic Van Bavel
- Adriaen Brouwer (1986)
- Paniekzaaiers (1986) - Slager
- Open en Bloot (1991) - José Verlinden
- De Strangorianen (1991) - Zijne Eminentie
- Bunker (1991)
- Het Park (1993) - Mijnheer Camps
- Familie (1993-1996) - Onderzoeksrechter Hendrik Jacobs
- De Familie Backeljau (1995) - Politie-inspecteur
- Slisse & Cesar (1996-1999) - Slisse
- Hof van Assisen (1999) - Fernand Vanhove
- Lebbegem (1999) - Martin Schietecatte

## Regisseurscarrière
- Slisse & Cesar
- Familie
- Pa heeft een lief